# Brescia Calcio
Brescia Calcio je italijanski nogometni klub iz Brescie v italijanski pokrajini Lombardiji. Ustanovljen je bil leta 1911 in aktualno igra v Serie A, 1. italijanski nogometni ligi.
Leta 1913 se je Brescia prvič uvrstila v 1. ligo. Od leta 1929 je Brescia v Serie A igrala 6 od naslednjih 7 sezon. Uspešno je Brescia igrala v prvih dveh italijanskih ligah do leta 1982, ko je bila relegirana v Serie C1. Leta 1985 se je vrnila v Serie B in od takrat naprej ni bila relegirana v nižjo ligo od Serie B, kar Brescio uvršča med najboljših 11 italijanskih nogometnih klubov. V svoji dosedanji zgodovini je do danes v nižjih ligah od 2.  lige igrala le štirikrat.
Domači stadion Brescie je Stadio Mario Rigamonti, ki sprejme 19.500 gledalcev. Barvi dresov sta modra in bela. Nadimka nogometašev sta Le Rondinelle ("Male Lastovice") in I Biancazzurri ("Modrobeli"), klubski nadimek pa je
La Leonessa ("Levinja").